# マケドニアブルガリア人

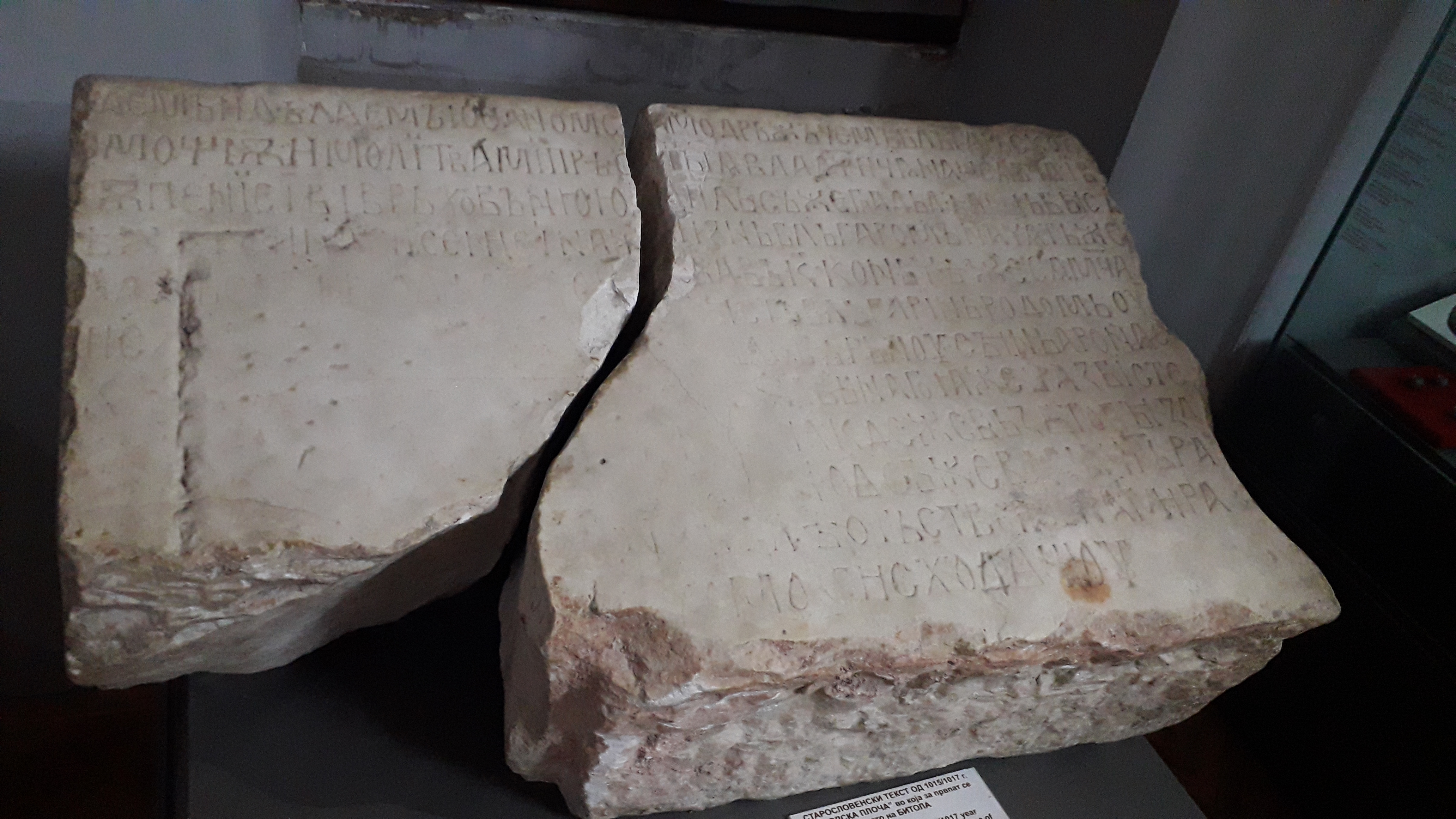
ビトラの碑文は、1016年のイヴァンヴラディスラフのキリル文字が描かれた大理石のスラブです。テキストには、彼は生まれつきブルガリアとブルガリアの皇帝であり、彼の主題はブルガリア人であったと書かれています。

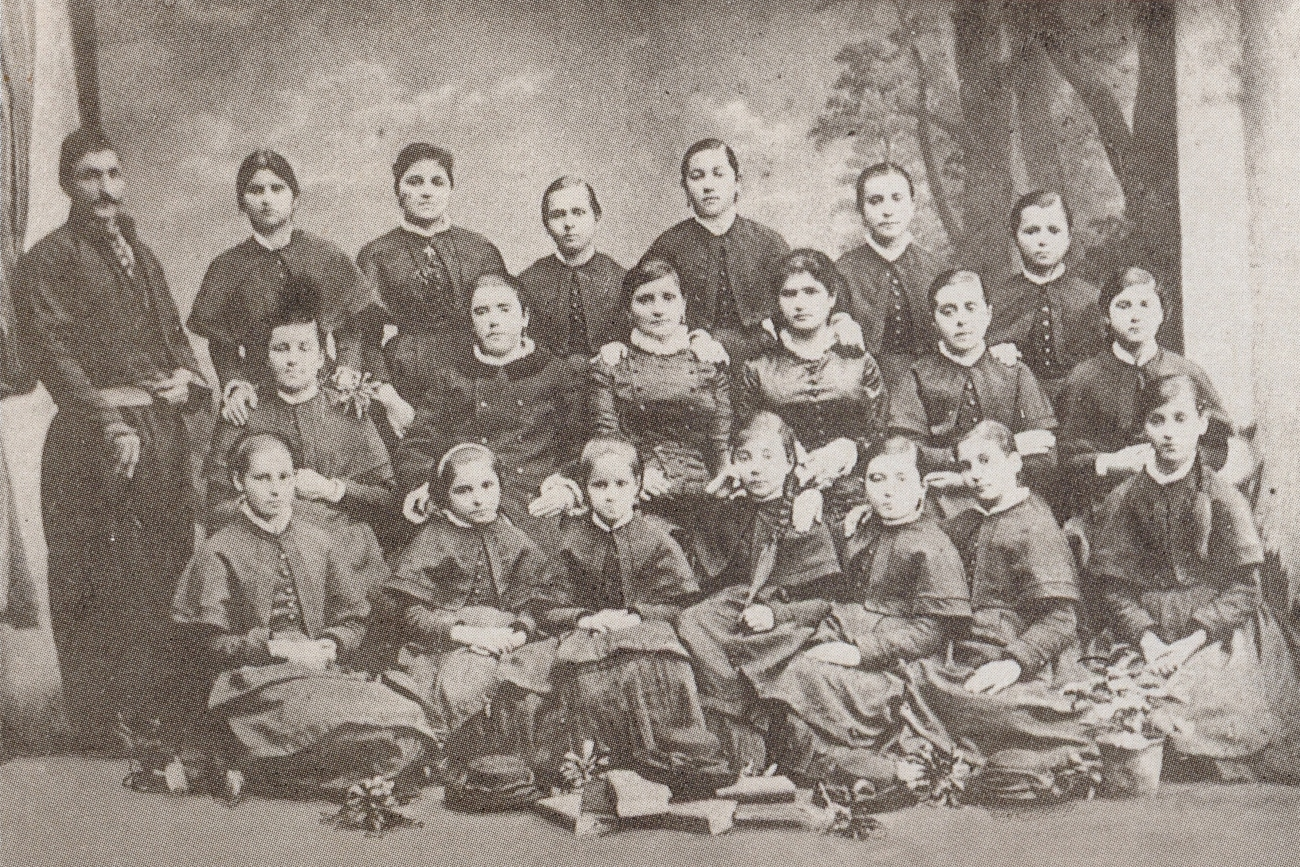
テッサロニキのブルガリア女子高校の女の子、1882年。

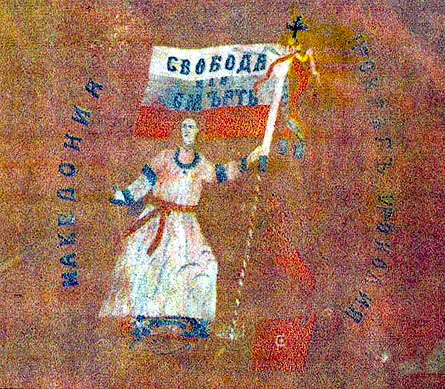
ブルガリアの旗が描かれたオフリドからのイリンデンの反乱軍の旗と碑文Свободаилисмърть (自由か死か)。武装勢力はブルガリアの旗をいたるところに飛ばしました。

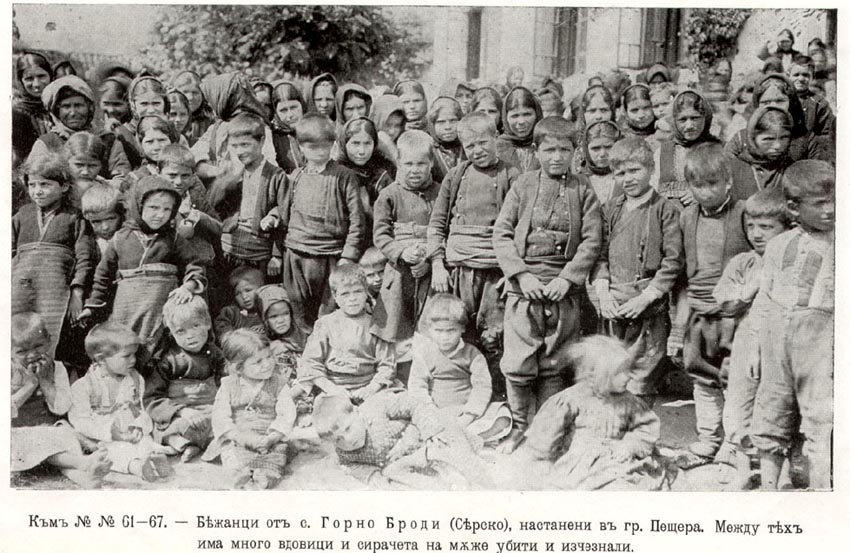
第二次バルカン戦争後のマケドニア（ギリシャ）からのブルガリア難民。

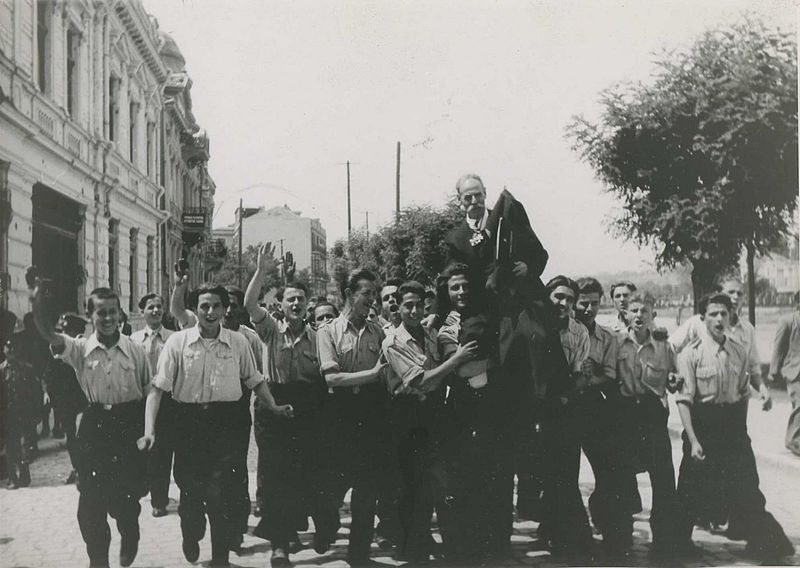
1941年にブルガリアがヴァルダルマケドニアを併合した後、ブルガリアの学生がIMROの革命家コスタチプシェフに帰国して挨拶しました。

マケドニア人またはマケドニアブルガリア人 （ブルガリア語: македонци or македонски българи  ）、時にはマセドノ=ブルガリア人と呼ぶまたはマセド=ブルガリア人、 地域、ある民族民族のグループブルガリア、  の領域から生息または発信マケドニア。今日、この人口の大部分はブラゴエフグラード州に集中していますが、多くはブルガリア全体とディアスポラに広がっています。
マケドニア地域のスラブ語を話す人々は、（自分自身と部外者の両方から）ブルガリア人と呼ばれていました。そのため、10世紀から20世紀初頭まで主に見られていました   。  EncyclopædiaBritannicaによると、20世紀初頭、マケドニアブルガリア人はマケドニア全地域の人口の大部分を占め、当時はオスマン帝国の一部でした。 その後、ブルガリア語大使館の機能は、ブルガリア人をギリシャ語およびセルビア語の人口から民族的および言語学的に区別することを特に目的とし、ブルガリアの国民的アイデンティティのオープンな主張を提供しました。 しかし、地元の知識人の政治的議題の間の1つの基本的な違いは明らかでした。マケドニアのギリシャ人とセルビア人は、一般に、それぞれの国の動揺の中心から来る指示に従いましたが、ブルガリア人によって、マケドニア語という用語は、地域のアイデンティティの特定の精神を徐々に構築する特定の政治的忠誠心の重要性を獲得していました。 バルカン戦争（1912–1913）と第一次世界大戦（1914–1918）は、オスマン帝国のマケドニアをギリシャ、セルビア、ブルガリアに分割し、民族構成に大きな変化をもたらしました。オスマン帝国のマケドニアの分割の直接の影響は、ギリシャとセルビアの管理下にある地域での民族主義的なキャンペーンであり、ブルガリアの教会員と教師を追放し、ブルガリアの学校と教会を閉鎖しました。結果として、ギリシャとセルビアのスラブ人口のかなりの部分（後のユーゴスラビアマケドニア）は、ブルガリアに逃亡したか、人口交換協定（ヌイイ条約、ポリティス-カルフォフ議定書）によってブルガリアに再定住しました。ギリシャ国内では、マケドニアのスラブ人は「スラブフォンギリシャ人」に指定され、セルビア内（後にユーゴスラビア内）では、正式に「南セルビア人」として扱われました。両国では、学校とメディアが、新しい支配国であるギリシャ人とセルビア人の国家のイデオロギーとアイデンティティ、そして言語を広めるために使用されました。これらの文化的措置は、人口構成を変えるための措置によって強化されました。セルビア人の入植者はユーゴスラビアのマケドニアに移植されましたが、ギリシャのマケドニアでは、アナトリアからのギリシャ難民の集団定住により、スラブの人口は確実に少数派になりました。
19世紀の終わり以来、スラブのマケドニア人のアイデンティティをブルガリア人のアイデンティティと区別しようとする試みにもかかわらず、そしてスラブ人の大衆に対する国民の意識が曖昧であるにもかかわらず、ほとんどの研究者は、この地域のスラブ人の大部分が1940年代初頭、この地域の大部分を占めるブルガリア軍が解放者として迎えられるまで、ブルガリアの国民的アイデンティティ。 ギリシャやユーゴスラビアを含む地元のスラブ人の間でブルガリア人の感情が広まった。第二次世界大戦とブルガリアの撤退後、強いマケドニアの地域的アイデンティティに基づいて、民族形成のプロセスが始まり、明確な国家マケドニアのアイデンティティが形成されました。全体として、1940年代以前のマケドニア国民の意識は存在していませんでした。   当時、マケドニア地方からのスラブ移民による政治組織でさえ、マケドニア愛国組織はマケドニアのスラブ人がブルガリア人であるという考えを推進してきました。国造りのプロセスは政治的に動機付けられ、後に強いブルガロフォビアとユーゴスラヴ主義によって強化されました。 新しい当局は、ブルガリアの影響を取り除き、ユーゴスラビアとの同一性を刺激する明確なスラブ意識を作り出すという政策を開始しました。 新しいマケドニア社会主義共和国の宣言により、国民の間の親ブルガリアの感情を克服する措置が開始されました。  1944年から1940年代の終わりまで、ブルガリアの民族的アイデンティティを支持する人々は抑圧されていたと言われています。  ブルガリアの情報筋によると、10万人以上の男性が投獄され、約1,200人の著名なブルガリア人が死刑を宣告されました。  さらに、当時のブルガリア共産党が従ったマケドニア・ブルガリア人に対する一貫性のない政策は、ブルガリアのマケドニアでさえ、人口の本当の民族性に関して、それ以来ほとんどの独立したオブザーバーを混乱状態に陥らせました。  事実上、結果として、ブルガリア本土を除いて、この人々の残りは最終的にマケドニア化またはヘレニズム化されました。
それにもかかわらず、ブルガリアの意識や人々とのブルガロフィルの感情はまだに住んでいる北マケドニアとギリシャ。  過去数年間、ブルガリアのEU加盟国では、50,000人以上のマケドニア人がブルガリアの市民権を申請しています。 それを得るためには、彼らが起源によってブルガリア人であると宣言する声明に署名する必要があります。 80,000人以上のマケドニア国民がすでにブルガリアの市民権を取得しています。 しかし、この現象は、この現象が主に経済的な理由で引き起こされると広く信じられているので、何人のマケドニア国民が民族的な意味でブルガリア人と考えているかについての正確な情報を与えることができない。

## 著名なマケドニアブルガリア人
マケドニアのブルガリア人は、文化、科学、文学、建築、産業、スポーツ、エンターテイメント、政府、軍隊など、ブルガリア社会のあらゆる分野で影響力を持っています。
多くのマケドニアブルガリアブルガリアの独立闘争で重要な役割を果たしてきた、そのような自由の戦士が含まイルヨ・ボイボーダ、フリスト・マケドンスキー、ゲオルギ・イズミアリーブ、イワンApostolov 、トレイコ・キタンチェブ、ダイン・アブデュラマノーブ、パー・トシェブ、行灯ディミトロフ、ペタル・ポパーソブ、フリスト・タターチェブ、ゴツェデルチェフを、イワンHadzhinikolov 、アポストル・ペトコフ、デイム・グルエブ、ボリス・サラフォブ、カーヤック・シャートブ、アレックサンダー・ターウンデブ、ヤン・サンダンスキー、ヴァシル・チェカラロブ、シリル・パーリッチェブ、メトディー・パチェブ、ディモ・ハディディモブ、ニコラ・カレブ、 Slaveyko Arsov 、コスタ・トサイプッシェブ、マイル・ポップ・ヨーダノーブ、ラザールPoptraykov、フリストBatandzhiev、フリスト・アズノブ、ヴァシル・アダラースキー、マニュシュ・ジョージーブ、ゲオルギ・シュガーエブ、トドルアレクサンドロフ、ディムチ・サーバノーブ、ペタル・ショーリーバ、パベル・シャテブ、パンコ・ブラッシュナロブ、アンドン・カイオーズト、イヴァン・ナウモフ、フリスト・アンドナブ、イヴァン・ミヘイラブ、ダイミター・ジアゼロブ、マーラ・バンバ、等
ブルガリアの将軍と軍の将校ダイミター・ポップジョージーブ、クリメント・ボイアディーブ、コンスタンティン・ジョストフ、アレックサンダー・プロトジェロブ、ボリス・ドランガバ、ペタル・ダービンガバとキリルYanchulevはで提供していブルガリア軍でセルボ・ブルガリア戦争、第一次バルカン戦争、第二バルカン戦争、第一次世界大戦と世界それぞれ第二次世界大戦。
政治家、政府大臣、外交官には、アンドレイ・リャプチェフ、ディミタール・リゾフ、ニコラ・ストヤノフ、シメオン・ラデフ、ニコラ・ミレフ、ゲオルギ・トレイコフ、メトディ・シャトロフ、アントン・ユーゴフ、ゲオルギ・ピリンスキー、セルゲイ・スタニシェフ、ローゼン・プレヴネリエフなどが含まれます。
マケドニアブルガリアはまたなど、ブルガリアの文化、芸術、文学、音楽の発展に寄与したペイシアス・オブ・ヒルエンダー、キリル・ペイチノービック、 ネオフィト・リルスキ 、パーテニイー・ゾグラフ、ナタナエルOhridski 、ダスカル・カムチ、ミラディーノブ・ブラザーズ、マーコ・セペンコブ、グリガー・パーリッチェブ、ライウボミア・マイルティック、クズマン・シャプカレフ、ヨルダン・ハジヒチアンティノフ=ジノ、フリスト・シリャノフ、ディミタル・タレフ、フリスト・スミルネンスキー、アタナス・ダルチェフ、ニコラ・ヴァプツァロフ、ヴォイダン・チェルノドリンスキー、アタナス・バデフ、レイコ・アレクシエフ、カティヤカレワなど
中央ソフィア市場ホールの建築家ナウム・トルボフなどの一部は、目に見えるランドマークを残しました。
含むその他、ババ・ヴァンガとミカエル・アイヴァンホフは、知的なランドマークを設定します。
などまだ他、ディミタール・ベルバトフ、ダイミター・ヤカムーブ、アレックサンダー・トモブ、アイリーナ・ニカルチーナ、ストーエチョ・ムレーデノブ、ゲオルギ・スラフコフ、イヴァン・レバノーブ、ヴァシル・メトーディーブ、ニコラ・コヴァチェフ、ボリス・ガゲーンラブ、スピロ・デバースキー、クラシミール・ベジンスキー、ペタル・ミタースキー、アイベイロー・アンドナブ、セラフィム・バーザコブ、ディムチョベリャコフ、ストイチョストイロフ、ゲオルギバチェフ、キリルゲオルギエフ、ニーナクレノフスカは、著名なアスリートやスポーツ選手です。